# Вајонт (Порденоне)
Вајонт (итал. Vajont) је насеље у Италији у округу Порденоне, региону Фурланија-Јулијска крајина.
Према процени из 2011. у насељу је живело 1715 становника. Насеље се налази на надморској висини од 286 м.

## Становништво
| 1931. | 1936. | 1951. | 1961. | 1971. | 1981. | 1991. | 2001. | 2011. |
| ----- | ----- | ----- | ----- | ----- | ----- | ----- | ----- | ----- |
| 0     | 0     | 0     | 0     | 968   | 1.386 | 1.369 | 1.372 | 1.715 |